# Châtenoy-le-Royal
Châtenoy-le-Royal é uma comuna francesa na região administrativa de Borgonha-Franco-Condado, no departamento Saône-et-Loire. Estende-se por uma área de 12,56 km². Em 2010 a comuna tinha 6 295 habitantes (densidade: 501,2 hab./km²).